# A Butterfly on the Wheel
A Butterfly on the Wheel è un film muto del 1915 diretto da Maurice Tourneur.
La sceneggiatura di E. Magnus Ingleton si basa sul lavoro teatrale A Butterfly on the Wheel di Edward Hemmerde e Francis Neilson andato in scena a Broadway il 9 gennaio 1912 al 39th Street Theatre dopo la prima londinese del 18 aprile 1911.

## Trama
Peggy Admaston, giovane sposa, dopo le nozze presto si trova trascurata dal marito che sembra interessarsi molto più agli affari che a lei. Admaston non si accorge nemmeno della solitudine e della fragilità di sua moglie. Di questa situazione, se ne approfitta Collingwood, un amico di Admaston che, senza preoccuparsi delle conseguenze, cerca - ma senza risultato - di sedurre la donna. Lady Attwill, però, istilla il germe del dubbio nel marito: costui, una sera, torna inaspettatamente a casa e si accorge che la moglie - che non aveva voluto accompagnarlo a teatro - ha avuto un uomo come ospite. Organizza allora un piano per prendere in trappola Peggy e Collingwood che vengono sorpresi insieme in una locanda di campagna. Admaston inizia le pratiche di divorzio ma Lady Attwill riesce in seguito a convincerlo che Peggy era innocente e i due sposi finalmente si riconciliano.

## Produzione
Il film fu prodotto dalla Shubert Film Corporation

## Distribuzione
Distribuito dalla World Film, il film - presentato da William A. Brady - uscì nelle sale cinematografiche statunitensi nel 1915. In Ungheria, fu distribuito il 17 maggio 1916 come Lady Beatrix házassága. In Portogallo, con il titolo Brincar com o Fogo, uscì il 4 novembre 1918.
Il copyright del film, richiesto dalla World Film Corp., fu registrato il 7 dicembre 1915 con il numero LU7144.
Non si conoscono copie ancora esistenti della pellicola che viene considerata presumibilmente perduta.